# Jean Baptiste Louis Gros

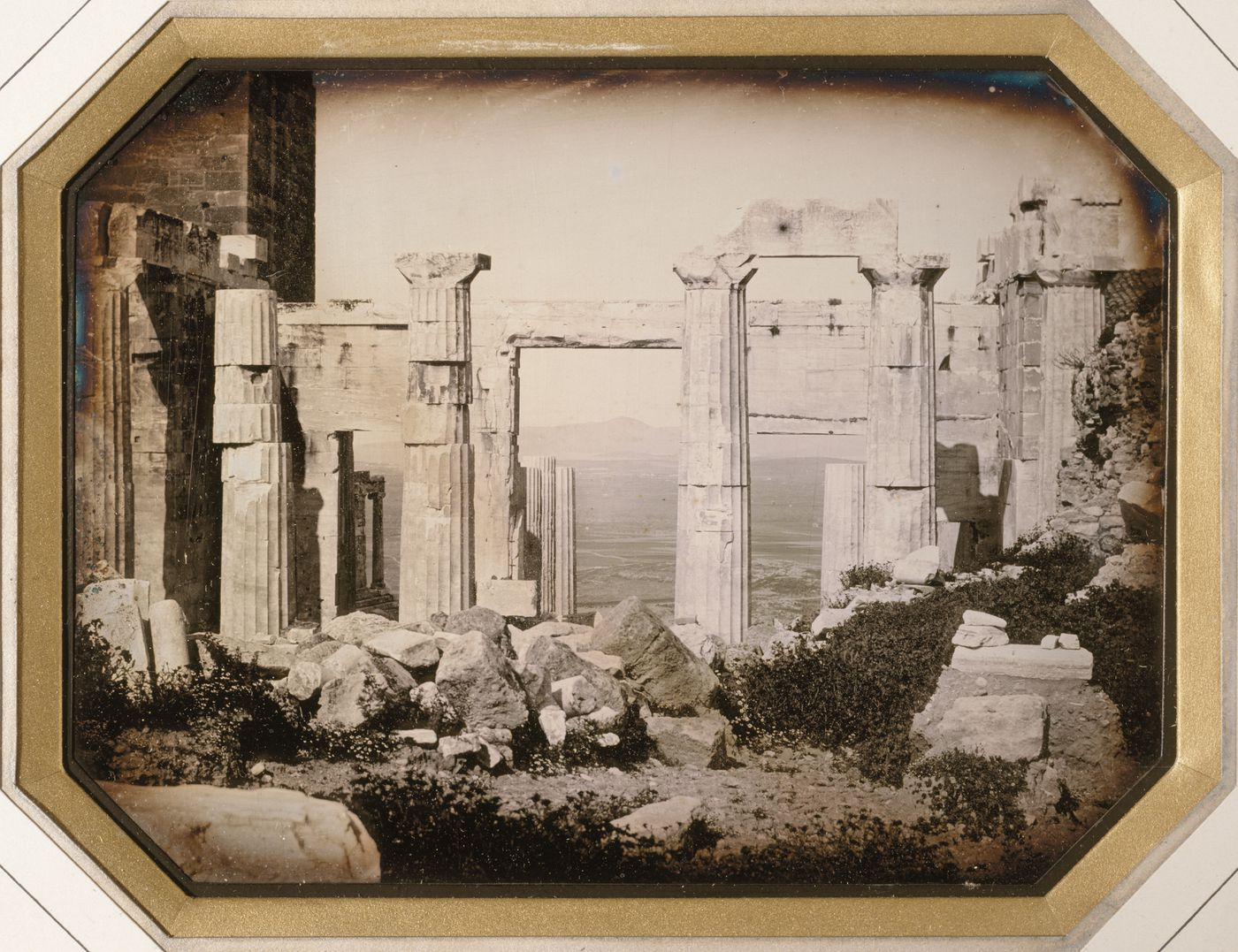
Façana est de la Propylaea en l'Acròpoli, daguerrotip, 1850.

El Baró Jean Baptiste Louis Gros (1793 - 1870) va ser un fotògraf i diplomàtic francès.
Va néixer el 1793 fill d'un empleat de la Duquessa de Borbó. Va ingressar en la carrera diplomàtica i el 1823 va ser destinat a Lisboa. Cinc anys després va ser destinat a Egipte i el 1831 va encapçalar una missió diplomàtica a Mèxic. El 1838 va ser enviat a Bogotà com a cap de la delegació francesa.
Va ser un dels primers seguidors del procediment de Daguerre i el 1839 va començar a realitzar daguerreotips, un dels primers ho va fer a Buenos Aires en 1840 emprant una òptica de Charles Chevalier amb qui en 1846 mantindrà una polèmica sobre la manera d'aconseguir millors daguerreotips. Durant aquests anys alternava llargs períodes residint a França amb uns altres a Colòmbia on va crear un cercle d'afeccionats a les tècniques fotogràfiques i on va desenvolupar els seus propis daguerreotips. El 1847 va publicar Recueil de mémoires et de procédés nouveaux concernant la photographie (Recol·lecció de records i nous processos relatius a la fotografia) on donava a conèixer els seus propis processos.
El 1850 va viatjar a Atenes i va realitzar daguerreotips de l'Acròpoli i va escriure un llibre sobre les seves experiències fotogràfiques titulat Quelques notes sur la photographie sur plaques métalliques (Algunes notes sobre la fotografia en plaques metàl·liques). Un any després va ser nomenat president de la Societat Heliogràfica i en desaparèixer aquesta va ser membre fundador de la Societat Francesa de Fotografia.
El 1857 va ser enviat a la Xina on en 1860 va actuar d'ambaixador per negociar la pau. Entre 1862 i 1863 va ser ambaixador al Regne Unit.
Va aprofitar els diferents llocs als quals va ser destinat (Anglaterra, Portugal, Grècia, Colòmbia, Argentina, Xina i Japó) per a la pràctica de la fotografia, prenent imatges de paisatges, arquitectures, arqueologies i urbanismes d'aquests països. A ell es deuen les primeres vistes de Bogotà, l'Acròpoli i altres monuments. Gran part de la seva obra es pot trobar a la Biblioteca Nacional de França i en la Societat Francesa de Fotografia.